# Яиково
Яиково — деревня в Красногвардейском районе Оренбургской области в составе Пролетарского сельсовета.

## География
Находится на правом берегу реки Ток на расстоянии примерно 14 километров по прямой на запад-северо-запад от районного центра села Плешаново.

## История
Деревня находится на территории исторического расселения башкир. С ноября 1917 года по октябрь 1924 года — в Кипчакской волости Ток-Чуранского кантона Автономной Башкирской Советской Республики. Согласно Постановлению ВЦИК от 21 октября 1924 года территория бывшего Ток-Чуранского кантона была передана в состав Киргизской АССР, существовавшей до 1925 года.

## Население
| 2005 | 2006 | 2007 | 2008 | 2009 | 2010 | 2011 |
| ---- | ---- | ---- | ---- | ---- | ---- | ---- |
| 219  | ↘218 | ↘202 | ↗213 | ↘212 | ↘194 | ↗207 |

Национальный состав
Согласно результатам переписи 2002 года, в национальной структуре населения башкиры составляли 94 % из 208 чел.

## Транспорт
Автомобильный транспорт. Автодорога «Подъезд к д. Яиково» от а/д Бахтиярово-Карьяпово протяженностью 1,60 км. На 2014 год — гравийно-щебёчное покрытие.